# Timor portugais
Pour les articles homonymes, voir Timor (homonymie).
1596–1975
Entités suivantes :
- République démocratique du Timor oriental

Le Timor portugais est une colonie portugaise de 1596 à 1975, date à laquelle elle est devenue le Timor oriental.
Durant cette période, le Timor portugais passe sous plusieurs juridictions différentes :
- l'Inde portugaise, de 1642 à 1844 ;
- Macao, de 1844 à 1945 (avec occupation néerlandaise et australienne de 1941 à 1942, puis japonaise de 1942 à 1945) ;
- province ultramarine, de 1946 à 1975.

Les premiers Européens à arriver dans la région sont les Portugais en 1515. Des moines dominicains s'établissent sur l'île dès 1556 et le territoire est déclaré colonie portugaise à partir de 1596. À la suite de la révolution des Œillets, le Timor portugais déclare son indépendance qui est acceptée par le Portugal le 28 novembre 1975. Quelques jours plus tard, le 7 décembre l'Indonésie envahit le nouvel État et en fait une province.

## Le début de la colonisation
Avant l’arrivée des puissances coloniales européennes, l’île de Timor fait partie des réseaux commerciaux qui s’étendent entre l’Inde et la Chine et intègrent l’Asie du Sud-Est. Les grandes forêts de bois de santal de l'île constituent alors sa principale richesse. 
Les premières puissances européennes à arriver dans la région sont les Portugais au début du XVIe siècle, suivis par les Hollandais à la fin du siècle. Tous deux sont à la recherche des légendaires îles aux épices des Moluques. Les marchands portugais exportent du bois de santal de l'île jusqu'à ce que l'arbre disparaisse presque. En 1556, un groupe de frères dominicains fonde le village de Lifau.
En 1613, les Hollandais prennent le contrôle de la partie occidentale de l'île. Au cours des trois siècles suivants, les Hollandais finissent par dominer l'archipel indonésien à l'exception de la moitié orientale du Timor qui reste portugaise. Les Portugais introduisent le maïs en tant que culture vivrière et le café en tant que culture d'exportation. Grâce à l'utilisation du mousquet portugais, les Timorais sont devenus des chasseurs de cerfs et des fournisseurs de cornes et de peaux de destinés à l'exportation. 
Les Portugais introduisent le catholicisme romain, ainsi que le système d'écriture latin, l'imprimerie et l'éducation. La langue portugaise est introduite dans les affaires de l'église et de l'État. Dans le cadre de la politique coloniale, la citoyenneté portugaise est offerte aux hommes qui assimilent la langue, l'alphabétisation et la religion portugaises. En 1970, 1 200 Timorais de l’Est, en grande partie issus de l’aristocratie, ont obtenu la citoyenneté portugaise et résident à Dili ou dans les grandes villes de la colonie. À la fin de l'administration coloniale en 1974, 30 % des Timorais pratiquent la religion catholique alors que la majorité continue à être animiste.

## Établissement de la colonie
Le contrôle portugais sur le territoire était ténu, en particulier sur l'intérieur montagneux. Il était en grande partie limité à la région de Dili, et devait s'appuyer sur les chefs tribaux traditionnels.
La capitale a été déplacée de Lifau à Dili en 1769, en raison des risques d’attaques des Topasses, qui gouvernaient plusieurs royaumes locaux (Liurai). Au même moment, les Hollandais colonisaient l'ouest de l'île. La frontière entre le Timor portugais et les Indes orientales néerlandaises a été officiellement établie en 1859 par le traité de Lisbonne. Mais ce n’est qu’en 1916 que la Cour d'arbitrage a tracé la frontière définitive qui reste  aujourd’hui la frontière internationale entre le Timor oriental et l'Indonésie.
Pour les Portugais, le Timor oriental n’est resté qu’un poste de traite délaissé jusqu’à la fin du XIXe siècle. Les investissements dans les infrastructures, la santé et l’éducation ont été minimes. Le bois de santal est resté la principale culture d’exportation, les exportations de café devenant importantes au milieu du XIXe siècle. Dans les zones où la domination portugaise a été affirmée, elle a eu tendance à être brutale.

## LeXXesiècle

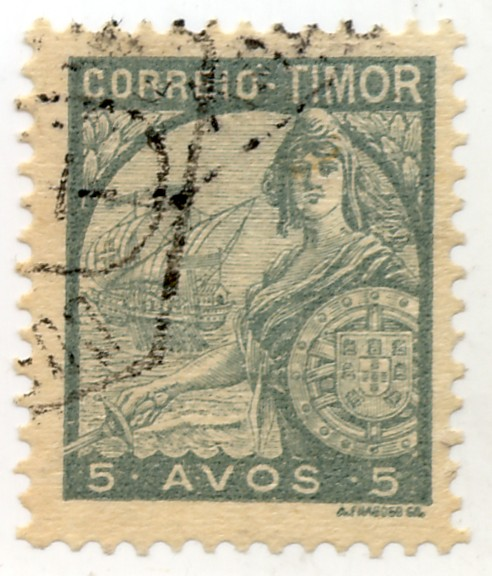
Timbre de 5 avos du Timor portugais (1933).

Au début du XXe siècle, le ralentissement de l’économie de la métropole a poussé les Portugais à exploiter davantage de richesses de leurs colonies, ce qui a entraîné une résistance accrue à la domination portugaise au Timor oriental. En 1910–1912, une rébellion timoraise est maîtrisée par le Portugal en faisant appel à des troupes de ses colonies au Mozambique et Macao. Ce conflit entraîne la mort de 3 000 Timorais de l'Est. 
Bien que le Portugal fût neutre pendant la Seconde Guerre mondiale, le Timor portugais fut occupé en décembre 1941 par une petite force britannique, australienne et néerlandaise afin de prévenir une invasion japonaise. Cependant, les Japonais ont envahi Timor en février 1942. Sous l'occupation japonaise, les frontières des néerlandaises et portugaises ont été ignorées, l'île de Timor devenant une seule zone d'administration militaire. 400 commandos australiens et néerlandais piégés sur l'île par l'invasion menèrent une campagne de guérilla, qui immobilisa les troupes japonaises et leur causa plus de 1 000 pertes. À la fin de la guerre, entre 40 000 et 60 000 Timorais étaient morts, l'économie était en ruine et la famine généralisée.
Après la Seconde Guerre mondiale, les Portugais ont rapidement récupéré leur colonie, tandis que le Timor occidental est devenu partie intégrante de l’Indonésie devenue indépendante en 1949.
Pour reconstruire l'économie, les administrateurs coloniaux ont forcé les chefs locaux à fournir des travailleurs, ce qui a conduit à une dégradation du secteur agricole. Le rôle de l'Église catholique au Timor a été dans le domaine de l'éducation que lui a confiée le gouvernement portugais. Dans l'après-guerre, les niveaux d'enseignement primaire et secondaire ont considérablement augmenté, même si leurs niveaux de base était alors très faible.
Bien que l'analphabétisme ait été estimé à 93 % de la population en 1973, la petite élite instruite des Timorais produite par l'Église dans les années 1960 et 1970 fournit les chefs des partis en lutte pour l'indépendance pendant l'occupation indonésienne.

## Fin de la domination portugaise
À la suite d'un coup d'État de 1974, le nouveau gouvernement du Portugal s'est prononcé en faveur d'un processus de décolonisation graduel des territoires portugais en Asie et en Afrique. Lorsque les partis politiques du Timor oriental ont été légalisés pour la première fois en avril 1974, trois acteurs principaux ont émergé :  
- L'Union démocratique timoraise (UDT) s'est engagée à préserver le Timor oriental en tant que protectorat du Portugal tout en annonçant en septembre son soutien à l'indépendance
- Le Fretilin proche des doctrines universelles du socialisme et du droit à l'indépendance  se déclare le seul représentant légitime du peuple
- L’APODETI s'est exprimée en faveur de l'intégration du Timor oriental à l'Indonésie, craignant qu'un Timor oriental indépendant ne soit économiquement faible et vulnérable.

Le 14 novembre 1974, le nouveau gouvernement portugais nomma Mário Lemos Pires, officier de l'armée, gouverneur et commandant en chef du Timor portugais.
Dans le même temps, les différends politiques entre les partis timorais ont rapidement donné lieu à un conflit armé, impliquant la police coloniale et l'armée portugaise. Incapable de contrôler le conflit avec les quelques troupes dont il disposait, Lemos Pires décida en août 1975 de quitter Dili avec son état-major et de transférer le siège de l'administration à l'île d'Atauro (située à 25 km de Dili). Dans le même temps, il a demandé à Lisbonne d'envoyer des renforts militaires.
Le 28 novembre 1975, le Fretilin déclare unilatéralement l'indépendance du territoire en tant que République démocratique du Timor.
Le 7 décembre 1975, les forces armées indonésiennes lancèrent une invasion du Timor oriental. Lemos Pires et son personnel ont alors quitté Atauro, embarqué sur les navires de guerre portugais et se sont dirigés vers Darwin, en Australie.
Les navires de guerre portugais appelés en renfort patrouillèrent dans la région jusqu’en mai 1976, date à laquelle Lisbonne rappela ses forces considérant qu’une action visant à expulser les troupes indonésiennes et reprendre le contrôle de l'île n’était pas envisageable.
Le 17 juillet 1976, l’Indonésie annexa officiellement le Timor oriental, le déclarant 27e province. Les Nations unies, toutefois, n'ont pas reconnu l'annexion et ont continué à considérer le Portugal comme la puissance administrative légitime du Timor oriental.
Après la fin de l'occupation indonésienne en 1999 et une période de transition administrée par les Nations unies, le Timor oriental est devenu officiellement indépendant en 2002.